# Hélène Beck
 (janvier 2011).
Si vous disposez d'ouvrages ou d'articles de référence ou si vous connaissez des sites web de qualité traitant du thème abordé ici, merci de compléter l'article en donnant les références utiles à sa vérifiabilité et en les liant à la section « Notes et références ».
Hélène Beck est une peintre canadienne du Québec née à Jonquière le 9 mai 1930.

## Biographie
Née à Jonquière, au Saguenay, le 9 mai 1930, Hélène Beck peint et dessine depuis sa plus tendre enfance. Elle peint principalement à l'huile, bien que certaines de ses œuvres sont aussi réalisées au pastel ou à l'acrylique.
En 1953 et 1954, elle participe au Salon des arts et métiers d'Arvida où elle remporte le premier prix, jugé par Gérard Morisset, historien d’Art et directeur du Musée national des beaux-arts du Québec. C’est le départ de sa carrière.
Jusqu’à aujourd’hui, cette artiste peintre a présenté plusieurs expositions individuelles qui se sont tenues au Saguenay-lac-Saint-Jean, à Québec, à Baie-Comeau (symposium de peinture de Baie-Comeau), à Verdun, à Montréal et à Toronto.
En 1982, l’Association Amitié France-Québec l’invite à exposer à Angoulême, en France. Le Musée du Saguenay lui consacre une rétrospective en 1983. Elle a à son actif plus de 100 expositions collectives : entre autres, une exposition itinérante qui a visité plus de 70 localités au Québec, un rappel historique de la peinture au Québec à Sainte-Foy ainsi qu’une participation au panorama de la créativité contemporaine au Canada à Toronto. Ses sculptures en céramique ont aussi été exposées au Pavillon du Québec à Terre des Hommes. En 2008, elle illustre un livre jeunesse qui paraît aux éditions du soleil de minuit : La partie du siècle. Le texte en français est signé par sa fille, Isabelle Larouche. La traduction en ilnu est de Matlen, une résidente de Mashteuiatsh.
Les œuvres d’Hélène Beck se retrouvent dans quelques galeries sélectionnées au Québec et à Toronto ainsi que dans plusieurs livres d’art. Ses tableaux font aussi partie de maintes collections privées et publiques importantes. Elle est membre à vie de l’Institut des Arts Figuratifs (IAF).
Hélène Beck a eu aussi une trop courte carrière de céramiste de trois à quatre ans. Pendant cette période elle a produit une cinquantaine de pièces. Sa carrière de céramiste s’est terminée par le départ de madame Shirley Murdoch qui lui permettait de cuire ses pièces dans son four à Laterrière. L’artiste a sculpté aussi un totem polychrome de seize pieds, en pin, représentant un amérindien, une ouananiche, un castor et un hibou. Ce totem est visible à son chalet sur le bord du lac Saint-Jean. Depuis, l'artiste a produit plusieurs autres sculptures qui ont été coulées dans le bronze.
En 2008, le Centre National d'Exposition de Jonquière lui consacre une importante exposition rétrospective.
En 2010, Hélène Beck est reçue membre de l’Ordre du bleuet. Elle participe à l’exposition « Cinquante ans de peinture, cinquante ans d’artistes » au Centre National d’exposition du Mont Jacob à Jonquière. Par la suite, elle participe à « Terre d’artistes » au début de septembre à Alma. Elle invitée au Symposium de peinture à Carleton-sur-mer en Gaspésie. À la fin de septembre de cette même année, elle participe au Symposium « Rêves d’automne » à la Baie Saint-Paul.
Sa carrière artistique a duré plus de soixante ans.
Hélène Beck est considérée comme étant une pionnière dans l'art figuratif au Québec.[réf. nécessaire]